# Antonino Augusto Ferrari
Antonino Augusto Ferrari (Corumbá, 26 de outubro de 1870 – 11 de outubro de 1956) foi um farmacêutico brasileiro.
Foi eleito membro da Academia Nacional de Medicina em 1904, sucedendo Valentim José da Silveira Lopes na Cadeira 19, que tem Manuel Vitorino como patrono.